# Indischer Langohrigel
Der Indische Langohrigel (Hemiechinus collaris) ist eine Art der Gattung Langohrigel (Hemiechinus). Er ist ein relativ kleiner Vertreter der Igel, der hauptsächlich in Indien und Pakistan vorkommt.

## Merkmale
Die Körperlänge des H. collaris beträgt zwischen 14 und 17 cm. Seitlich am Kopf befinden sich die 3–4 cm langen, sehr beweglichen Ohren. Der Stummelschwanz erreicht eine Länge von etwa 23 mm. Die Stacheln, die in eine Muskelschicht eingebettet sind, sind gewöhnlich dunkelbraun und weiß geringelt. Die Körperunterseite ist weißlich.

## Verbreitung und Lebensraum
Der Indische Langohrigel ist ein Endemit Pakistans und Indiens. Er kommt in Pakistan in den Provinzen Punjab und Sindh sowie in der nordwestlichen Frontier Region vor. In Indien findet man ihn in den Bundesstaaten Gujarat, Rajasthan und Uttar Pradesh. Er ist weit verbreitet und bis in Höhen von 2000 m anzutreffen. Sein Lebensraum sind Wüsten und Halbwüsten nahe Gewässern sowie Landwirtschaftsflächen.

## Lebensweise
Der Indische Langohrigel ist ein nachtaktiver Einzelgänger, der Erdhöhlen bewohnt. Auf der Futtersuche kann der Insektenfresser Strecken von bis zu 5 km zurücklegen, aber bei Nahrungs- oder Wasserknappheit kann er auch längere Zeit ohne Nahrung und Wasser auskommen. In manchen Regionen können die Tiere einen bis zu drei Monate langen Winterschlaf halten, jedoch nicht in besonders heißen Gebieten. 
Die Tiere haben große Ohren, Augen und lange Schnurrhaare an der Schnauze, hochentwickelte Sinnesorgane, welche es ihnen ermöglichen, Futter und Partner zu finden.

## Fortpflanzung
Einmal im Jahr wirft das Igelweibchen nach ca. 5–6 Wochen 1–4 Jungtiere. Diese sind vorerst blind und haben nach der Geburt noch weiche Stacheln, die erst nach 2 Wochen vollständig ausgehärtet sind. Die Igelkinder sind mit etwa einem Monat entwöhnt und bereits mit sechs Wochen geschlechtsreif.